# Roberte Devooght
Roberte Devooght, ook Robertine Devooght (Brugge, 8 november 1904 - Loppem, 5 september 1979), was een Belgisch kunstschilder.

## Levensloop
Ze werd geboren als enig kind van de slager Charles Devooght en hoedenmaakster Alpaïs Vanhulle. 
Devooght studeerde aan de Academie voor Schone Kunsten Brugge bij Jef Vande Fackere (1925-1928), vervolgens in Brussel bij Alfred Bastien (1929-1930) en in Antwerpen bij F. Gogo en Isidore Opsomer (1930-1932).
In de jaren dertig behoorde ze, als enige vrouw, tot de artistieke club De Maffia. Ze werd lerares tekenen en schilderen aan de Brugse academie (1940-1946).
Ze was vierenveertig toen ze trouwde met de tweeëntwintig jaar jongere kunstschilder René Vandenberghe (1926-1980), die haar leerling was geweest en met wie ze vaak samen exposeerde.
Devooght schilderde portretten, zoals het levensgroot portret van haar echtgenoot en het portret van haar moeder. Ze schilderde ook groepsportretten:
- het bestuur van de Vlaamsche Broederbond in 1937, 4 m x 2 m, elf figuren (eigendom Stad Brugge).
- de eed van de Sint-Sebastiaansgilde (Brugge) in 1947, 4 m x 2 m, elf figuren (eigendom Sint-Sebastiaansgilde Carmersstraat).

Ze evolueerde naar expressionistische composities, beïnvloed door Chaïm Soutine en Georges Rouault. Van haar werden ongeveer driehonderd werken geïnventariseerd.
Ze nam deel aan heel wat tentoonstellingen, de eerste in 1936 en met als slot een overzichtstentoonstelling in 1970.